# Hasán Habibí
Hasán Ebrahim Habibí (29 de enero de 1937 - 31 de enero de 2013) fue un político y abogado erudito iraní y el director de la Academia de la Lengua y Literatura Persa (desde el 11 de octubre de 2004 hasta su muerte en 2013). Fue también un miembro del Consejo Superior de la Revolución Cultural. Habibí fue el primer vicepresidente de Irán.

## Primeros años y educación
Habibí nació el 29 de enero de 1937. Obtuvo a cabo un doctorado en derecho y sociología.

## Carrera
Habibí fue uno de los principales arquitectos del primer borrador de la Constitución de la República Islámica de Irán después de la revolución iraní, que fue aprobada más tarde para una discusión más a una Asamblea de Expertos para la Constitución. La asamblea realizó cambios significativos en el proyecto original, por ejemplo, mediante la introducción de la nueva posición de "líder de la República Islámica", basada en el concepto de Jomeini de la tutela de los juristas islámicos, lo que dio un poder casi ilimitado para el clero. La versión modificada fue aprobada en un referéndum popular en 1979. Habibí fue el primer vicepresidente de Irán de 1989 a 2001, ocho años bajo la presidencia de Rafsanyaní y luego cuatro años bajo la presidencia de Jatamí. Fue seguido por Mohammad Rezá Aref en el segundo mandato de Jatamí.
Antes de su vicepresidencia, Habibí había sido ministro de Justicia bajo el primer ministro Musaví. Fue también portavoz del Consejo de la Revolución de Irán en 1979.
| Predecesor: cargo creado | Vicepresidente de Irán 1989 - 2001 | Sucesor: Mohammad Rezá Aref |